# Cendrillon ou la Pantoufle merveilleuse
Cendrillon ou la Pantoufle merveilleuse es una película muda francesa de 1912 dirigida por Georges Méliès, basada en el cuento de hadas de Charles Perrault.

## Producción
Méliès ya había adaptado Cenicienta trece años antes, en una película de 1899 que supuso su primer gran éxito. La Cenicienta de 1913 puede considerarse una nueva versión de la película anterior, pero ambas se derivan del cuento original de Perrault.
La película se rodó en el verano y el otoño de 1912. El propio Méliès interpreta al mensajero del Príncipe que busca al dueño de la zapatilla de cristal. Su hija, Georgette Méliès, fue probablemente una de los dos operadores de cámara (cada una de las películas de Méliès desde 1902 en adelante fue filmada con dos cámaras simultáneamente para su distribución internacional).
Louise Lagrange, que aparecería más tarde en numerosas películas francesas y de Hollywood, interpreta a una de las hermanas de Cenicienta. En una conversación con los redactores de una publicación del Centro Nacional del Cine, Essai de reconstitution du catalogue français de la Star-Film, recordó la amabilidad y la cortesía de Méliès, así como su meticulosa diligencia durante el rodaje de las secuencias de efectos especiales. Se cree que la hermana de Lagrange, Marthe Vinot, también aparece en la película, en un papel no identificado. El Príncipe Azul también es interpretado por una actriz. Para la escena en la que la corte busca a la dueña de la zapatilla, Méliès reutilizó un decorado de plaza que había aparecido anteriormente en su película de 1906 Robert Macaire y Bertrand. Los efectos especiales de la película se crearon utilizando maquinaria escénica, fundidos y empalmes de sustitución.
Como todas las demás películas que Méliès realizó en 1911 y 1912, Cenicienta se realizó bajo la supervisión de Charles Pathé para su estudio Pathé Frères. Después de recibir la obra de Méliès, Pathé autorizó al cineasta Ferdinand Zecca a editarla. Zecca redujo la película (al parecer a la mitad de la duración que Méliès pretendía) y probablemente también sea responsable de agregar los efectos transversales y los planos medios que se ven en la película, ya que estos dispositivos son muy inusuales en el estilo de Méliès.
En 1944, la viuda de Méliès, Jehanne d'Alcy, afirmó ante la Cinémathèque française que Zecca había "masacrado" la película, eliminando las mejores escenas, incluida una en la que las calabazas corren entre sí por un jardín. D'Alcy afirmó que la edición fue un sabotaje destinado a arruinar la carrera de Méliès. Esta acusación contra Zecca nunca fue probada, aunque las abruptas ediciones lineales sugieren que el trabajo de Zecca se extendió a una reedición de toda la película.

## Estreno y recepción
Según los anuncios publicados en diciembre de 1912, el estreno de la película estaba previsto para el 3 de enero de 1913. Se anunciaba como una féerie en 2 Parties et 30 tableaux, d'après le chef-d'œuvre de Charles Perrault. En marcado contraste con la versión de Méliès de 1899, la película de 1913 no fue un éxito entre el público y los exhibidores, al menos en parte porque el estilo teatral de Méliès había pasado de moda en los años intermedios.
En un libro de 1979 sobre Méliès, el estudioso del cine John Frazer comentó que aunque la interferencia de Zecca se puede discernir claramente, "la película restante es un ejemplo agradable del arte de Méliès con algunos efectos particularmente finos". En un libro de 2010 sobre películas de cuentos de hadas, el folclorista Jack Zipes criticó la película por inclinarse demasiado hacia el melodrama y los efectos especiales, lo que llevó a algunas "escenas aburridas que tenían poco relieve cómico", pero también citó numerosas características de interés, incluido el tratamiento dramático del abuso de Cenicienta por parte de las hermanastras, las transformaciones de las hadas y el elaborado negocio relacionado con la zapatilla de cristal.
De los dos negativos editados originales producidos para la película, uno sobrevive en la colección de la Cinémathèque Française. Cuando la Cinémathèque inició una iniciativa 2013-2021 para realizar restauraciones digitales de 33 películas de Méliès en su colección, Cenicienta estaba entre los títulos a los que se les dio máxima prioridad; En colaboración con la Fundación Jérôme Seydoux-Pathé, la Cinémathèque también encargó al compositor Lawrence Lehérissey la grabación de una nueva partitura para piano para la restauración.